# R136b

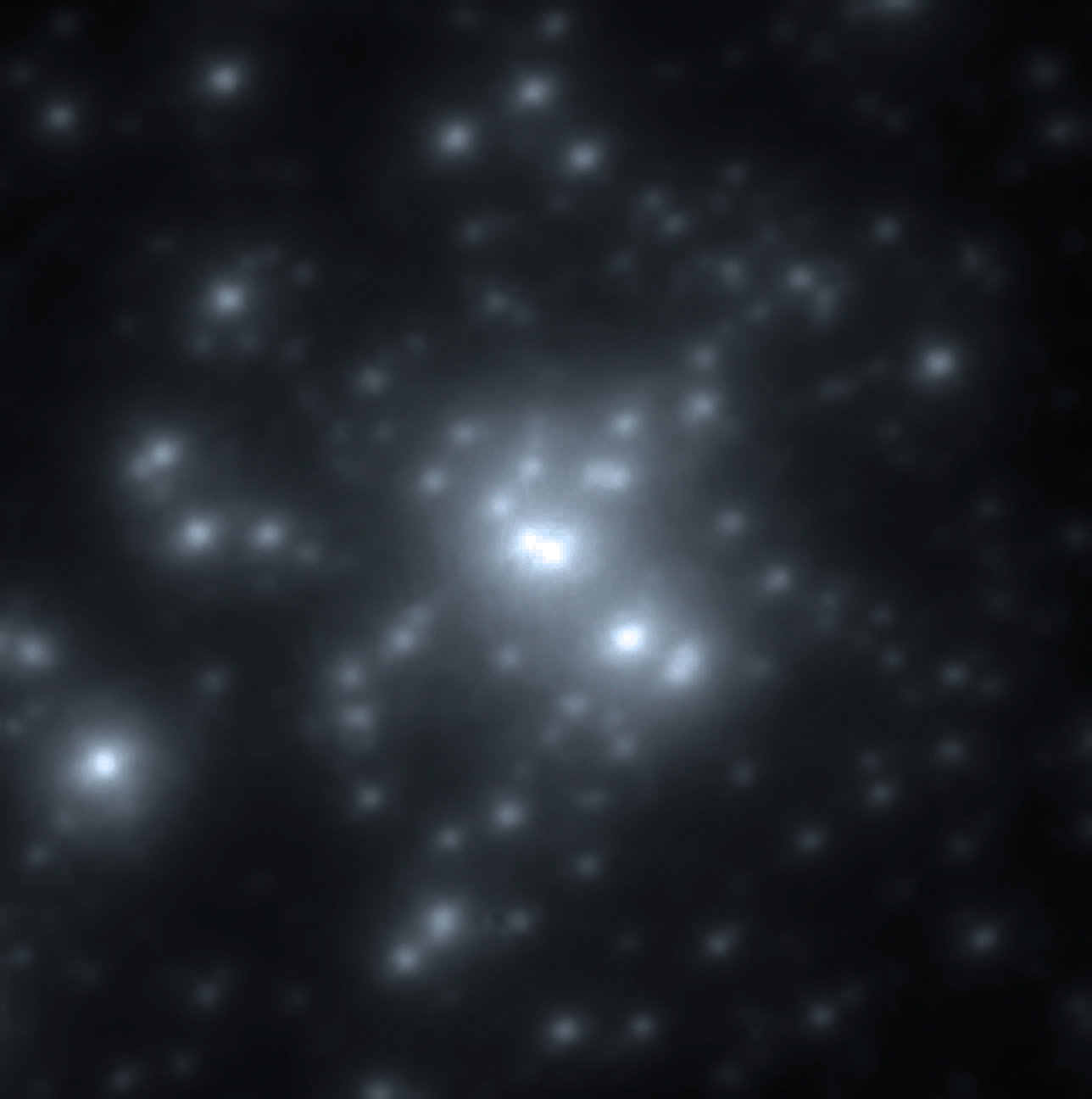
En nära-infraröd bild av R136-hopen. R136b är den ljusa stjärnan nere till vänster. Foto: ESO/VLT

R136b eller RMC 136b, är en ensam stjärna och en Wolf-Rayet-stjärna belägen i Stora magellanska molnet (LMC) i södra delen av stjärnbilden Svärdfisken. Den ligger i R136, den centrala koncentrationen av stjärnor i den stora öppna stjärnhopen NGC 2070 i Tarantelnebulosan (30 Doradus). Den har en skenbar magnitud av ca 13,24 och kräver ett kraftfullt teleskop för att kunna observeras. Den beräknas befinna sig på ett avstånd av ca 163 000 ljusår (ca 50 000 parsec). Det rör sig bort från solen med heliocentrisk hastighet av 85 km/s.

## Egenskaper
R136b är en av de mest massiva och mest lysande stjärnorna som är kända. Den har en spektraltyp av Wolf-Rayet-stjärna, med starka emissionslinjer. Även om den uppvisar förstärkt helium och kväve vid dess yta, är den en mycket ung stjärna, som fortfarande har kärnfusion av väte i dess kärna genom CNO-cykeln, och är fortfarande i praktiken en huvudseriestjärna. Andra studier klassificerar spektrumet som gällande för en het superjätte med emissionslinjer av joniserat kväve och helium och anser den fortfarande vara en ung stjärna i stadiet av vätefusion i kärnan. Det ovanliga spektrumet anses orsakas av stark konvektion och stjärnvindar.